# Yaphet ben Ali
Pour les articles homonymes, voir Ben Ali (homonymie).
Yaphet (ou Yephet) ben Ali HaLevi (hébreu יפת בן עלי הלוי, arabe أبو علي الحسن ابن علي اللاوي البصري Abū ʿAlī al-Ḥasan ibn ʿAlī al-Lāwī al-Baṣrī) est un Sage karaïte du Xe siècle.
Grammairien, poète et polémiste, il est considéré comme le plus important exégète biblique de ce courant juif scripturaliste, et a été surnommé Maskil HaGola (Enseignant de l'Exil) par ses pairs.

## Éléments biographiques
Originaire, comme l'indique son patronyme arabe, de Bassorah (actuellement en Irak), il émigre dans sa jeunesse à Jérusalem, alors centre important du karaïsme, et y rejoint la secte des Avelei Tzion. Sa période d'activité se situe entre 950 et 980 EC.

## Œuvre

### Exégèse
Le grand-œuvre de Yaphet est sa traduction arabe de l'ensemble des Livres de la Bible hébraïque, chacun étant accompagné de son commentaire, à l'exception, semble-t-il, du Livre des Lamentations. Il est, selon Kohler et Broydé, le premier Karaïte à réaliser l'importance de la grammaire et de la lexicographie pour l'exégèse biblique. Ses commentaires traitent également de Halakha, d'histoire et de théologie (en particulier des questions messianiques). 
Dans ses commentaires, Yaphet privilégie une lecture littérale, fruit d'une exégèse totalement libre de toute contrainte et autorité, bien qu'en pratique, il s'appuie souvent sur les opinions de ses prédécesseurs, qu'il cite anonymement.
L'autre facteur déterminant de son commentaire est la compatibilité de celui-ci avec la raison. Opposé en principe à la philosophie, comme son prédécesseur Salman ben Yerouham, il emprunte cependant au motazilisme sa terminologie exégétique et ses conceptions théologiques. De plus, à la différence de ce dernier, il demeure ouvert aux sciences profanes, dont l'acquisition est, selon lui, nécessaire avant d'entamer les études théologiques.
Il peut recourir, comme Anan ben David mais de façon bien plus restreinte, aux treize principes herméneutiques de Rabbi Ishmaël, lorsqu'il juge qu'il est impossible de comprendre le texte selon son sens littéral. 
Il est également réticent devant l'interprétation allégorique du Texte, rejetant souvent l'opinion de Benjamin al-Nahawendi, malgré la profonde vénération qu'il lui porte. Cependant, certains de ses propres commentaires suivent cette veine, et il admet le caractère métaphorique du Cantique des Cantiques. 
Une place particulière est accordée à la polémique contre le judaïsme rabbinique mais aussi l'islam et le christianisme, envers lesquels Yaphet se montre particulièrement violent. Cependant, outre les attaques frontales (Yaphet applique par exemple Isaïe 33:1 à Mahomet, « qui pille les nations et triche avec son propre peuple »), son commentaire contient des nombreux extraits de déclarations de ses adversaires, dont il reprend parfois des passages entiers avant de les réfuter. C'est notamment le cas de Saadia Gaon, champion du judaïsme rabbinique (882 - 942 EC), dont de nombreux textes ne sont guère connus que par les citations qu'en fait Yaphet.

### Autres
Yaphet a également produit des travaux d'intérêt plus mineurs, parmi lesquels :
- une épître en prose rimée, publiée par Simhah Pinsker, où Yaphet réfute les critiques de Jacob ben Samuel sur le karaïsme[5]. Il tente en démontrer qu'il n'y a pas d'allusion à une tradition orale dans la Bible hébraïque et que, par conséquent, la Mishna, le Talmud et les autres écrits rabbiniques enfreignent la prohibition de ne rien ajouter ni retrancher à la Torah
- un Sefer Hamitzvot (Livre des Préceptes), contenant de nombreuses controverses avec les Rabbanites, mentionné par Yaphet dans ses commentaires sur I Samuel 20: 27 et Daniel 10:3. Abraham Harkavy en a retrouvé et publié quelques fragments.
- ’Iyyoun Tefillah, un traité de dix chapitres sur la prière. Yaphet y insiste sur l'importance des Psaumes ; un manuscrit en est conservé à la Bibliothèque de France (Paris MS. No. 670).
- Kalam, une œuvre probablement liturgique, existant elle aussi en manuscrit.
- Safa Beroura, un livre mentionné par son fils, Levi ben Yaphet, dans son Muḳaddimah au Deutéronome ; on n'en connaît que cette mention.

## Influence
L'importance des commentaires de Yaphet est immédiatement reconnue parmi ses pairs et les générations ultérieures. Certains sont abrégés, du fait de leur taille, principalement par les Karaïtes égyptiens. Certains sont également traduits en hébreu afin d'être compris par les Karaïtes de Byzance, qui ne pratiquent pas l'arabe.
Les commentaires de Yaphet sont également connus des adversaires au karaïsme, en particulier Abraham ibn Ezra, qui le cite si fréquemment (et souvent dans un contexte non-polémique) que, selon une tradition karaïte, il aurait été l'un de ses disciples. Toutefois, selon le Rav Menahem Mendel Kasher, de nombreux commentaires de Yaphet trouvés dans le commentaire d'Ibn Ezra seraient en réalité des ajouts effectués par des Karaïtes eux-mêmes.
Les manuscrits des commentaires sont conservés dans l'ensemble des grandes bibliothèques européennes mais, à ce jour, seule une partie, principalement sur les Prophètes et les Écrits, a été publiée.